# Pimelodella robinsoni
Pimelodella robinsoni är en fiskart som först beskrevs av Fowler, 1941.  Pimelodella robinsoni ingår i släktet Pimelodella och familjen Heptapteridae. Inga underarter finns listade i Catalogue of Life.